# 846
Évszázadok: 8. század – 9. század – 10. század
Évtizedek: 790-es évek – 800-as évek – 810-es évek – 820-as évek – 830-as évek – 840-es évek – 850-es évek – 860-as évek – 870-es évek – 880-as évek – 890-es évek
Évek: 841 – 842 – 843 – 844 –  845 – 846 – 847 – 848 – 849 – 850 – 851

## Események

### Európa
- A harminc évre kötött bolgár-bizánci béke lejártával Preszian bolgár kán betör Trákiába, de visszaverik és békét kötnek.
- Német Lajos keleti frank király hadat vezet a függetlenedő Mojmir morva fejedelem ellen és helyére annak unokaöccsét, Rasztiszlavot ülteti.
- Pribina Német Lajos vazallusaként, Mosaburg (Zalavár) központtal megszervezi az Alsó-pannóniai fejedelemséget.
- Kopasz Károly nyugati frank király hadat vezet Bretagne-ba, de végül békét köt Nominoe breton vezetővel és elismeri őt Bretagne független hercegének.
- A tours-i Szt. Márton kolostorban elkészül a Vivian-biblia.
- A vikingek ismét kifosztják az Alsó-Rajna mentén fekvő Dorestadot.
- Az arabok feldúlják Róma környékét és kifosztják a városfalon kívüli településeket és templomokat, többek között a régi Szt. Péter-bazilikát. Végül Guido spoletói herceg elűzi őket.
- Mozarabok (mohamedán uralom alatt élő ibériai keresztények) egy csoportja megpróbálja újra benépesíteni a lakatlanná vált León városát, de a muszlimok elpusztítják a településüket.

### Kína
- Vu-cung császár 31 éves korában meghal, miután alkimistái halhatatlanná tevő elixírt adtak neki. Halálos ágyán eunuchjai nyomására szellemileg visszamaradottnak tartott nagybátyját, Li Jit nevezi ki utódjának. A Hszüan-cung uralkodói nevet felvevő Li Ji azonban hatékony, önálló politikára képes császárnak bizonyul az eunuch udvaroncok által dominált udvarban.

## Születések
- november 1. – Hebegő Lajos, nyugati frank király
- Haszan al-Aszkarí, síita imám
- Kjongmun, sillai király

## Halálozások
- április 22. – Tang Vu-cung, kínai császár
- Nagy Ióannikiosz, bizánci teológus
- Po Csü-ji, kínai költő

## Fordítás
- Ez a szócikk részben vagy egészben  a(z)   846 című angol Wikipédia-szócikk ezen változatának fordításán alapul.  Az eredeti cikk szerkesztőit annak laptörténete sorolja fel. Ez a jelzés csupán a megfogalmazás eredetét és a szerzői jogokat jelzi, nem szolgál a cikkben szereplő információk forrásmegjelöléseként.